# Daniel Fredheim Holm
Daniel Fredheim Holm (* 30. Juli 1985 in Oslo) ist ein norwegischer ehemaliger Fußballspieler.

## Karriere

### Verein
Bis 2001 spielte Fredheim Holm beim Osloer Verein Skeid. Der linksfüßige Offensivspieler, der sowohl im offensiven Mittelfeld als auch als Stürmer eingesetzt werden kann, setzte sich bald mit guten Leistungen in der ersten Mannschaft durch und schaffte im Januar 2004 den Sprung nach Vålerenga Oslo. Hier etablierte sich Fredheim Holm neben Spielern wie Stammtorhüter Árni Gautur Arason oder Topscorer Steffen Iversen und konnte in der Saison 2005 den Meistertitel feiern. An der Seite von u. a. Ronny Johnsen, Allan Kierstein Jepsen und Kjetil Wæhler trat er daher mit seinem Klub in der Qualifikation zur UEFA Champions League 2006/07 an, scheiterte jedoch an Mladá Boleslav. Zudem konnte man am Ende der Spielzeit 2008 gegen den norwegischen Meister Stabæk Fotball den norwegischen Fußballpokal gewinnen. Im heimischen Ullevaal-Stadion setzte man sich nach je zwei Toren von Fredheim Holm und Mohammed Abdellaoue mit 4:1 durch. Nach fünf Jahren bei Vålerenga zog es Fredheim Holm im August 2009 ins Ausland und er unterschrieb einen Vertrag in Dänemark bei Aalborg BK. In eineinhalb Jahren in Aalborg blieb ihm jedoch der absolute Durchbruch verwehrt, sodass er im Januar 2011 zurück nach Norwegen zu Rosenborg Trondheim wechselte. Für seinen neuen Arbeitgeber debütierte Fredheim Holm am 3. April 2011 (2. Spieltag) in der Partie gegen Stabæk Fotball als Einwechselspieler in der 56. Minute für Gjermund Åsen. In der Folge etablierte er sich neben Offensivkräften wie Rade Prica oder Mushaga Bakenga. Sein erstes Tor für Rosenborg schoss Fredheim Holm am 19. Juni 2011 in der 5. Minute zum zwischenzeitlichen 1:0 gegen Tromsø IL. Nach zwei Jahren kehrte er dann wieder zu seinem früheren Verein Vålerenga Oslo zurück und war dort bis Ende 2018 aktiv. Seitdem steht Holm bei KFUM Oslo in der zweiten Liga unter Vertrag.

### Nationalmannschaft
Nachdem Holm von 2024 bis 2006 für die norwegische U-21-Auswahl aktiv gewesen war, gab er am 28. März 2007 sein Debüt für die A-Nationalmannschaft in der EM-Qualifikation gegen die Türkei (2:2). Im folgenden Jahr absolvierte er dann noch zwei weitere Testspiele.

## Erfolge
- Norwegischer Meister: 2005
- Norwegischer Pokalsieger: 2008